# Atletika na Letních olympijských hrách 1900 – 400 metrů muži
 Běh na 400 metrů mužů na Letních olympijských hrách 1900 se uskutečnil  14. a 15. července v Paříži. 

## Výsledky finálového běhu
| *                | jméno           | země                   | čas  |
| ---------------- | --------------- | ---------------------- | ---- |
| Zlatá medaile    | Maxey Long      | Spojené státy americké | 49,4 |
| Stříbrná medaile | William Holland | Spojené státy americké | 49,6 |
| Bronzová medaile | Ernst Schultz   | Dánsko                 | 51,5 |
| 4                | Dixon Boardman  | Spojené státy americké | DNS  |
| 4                | Harry Lee       | Spojené státy americké | DNS  |
| 4                | William Moloney | Spojené státy americké | DNS  |